# Franco Pino
Franco Pino (Cosenza, 1952) è un ex mafioso e collaboratore di giustizia italiano, capo indiscusso della mala cosentina dal 1977 al 1995.

## Biografia
Detto Occhi di ghiaccio, nacque in una famiglia perbene e non crebbe in un ambiente criminale, figlio di un macellaio e di una maestra delle elementari. Frequentò la scuola con discreto profitto fino alla licenzia media. Durante gli anni dell'adolescenza iniziò a fare qualche furto con una compagnia di amici. Benché la sua personalità stesse subendo una graduale trasformazione, i genitori non si accorsero di nulla. Quando aveva da poco compiuto 16 anni i Carabinieri recapitarono alla madre la sua prima denuncia per furto. Franco Pino, da poco maggiorenne, si unì a Luigi Palermo, indiscusso capo della malavita cosentina anche se non era organico alla 'ndrangheta, del quale per un breve periodo fu autista.
L'occasione giusta arrivò quando entrò a far parte della banda di Antonio Sena restando ancora fuori dall'orbita delle cosche di 'ndrangheta: cominciò con le estorsioni ai danni dei commercianti di Cosenza, poi passò alla gestione della merce rubata e al subappalto di rapine a un gruppo di catanesi oltre al contrabbando di sigarette. Nel 1976 Pino venne affiliato alla 'ndrangheta dai fratelli Curcio di Cosenza (collegati ad Antonio Sena). La banda di Pino si trovò anche a proteggere Luigi Palermo dall'ira dei Piromalli di Gioia Tauro. Tuttavia nel dicembre del 1977 Palermo verrà ucciso perché era divenuto un fastidioso ostacolo per la nuova generazione di malavitosi locali. Pino iniziò così la sua scalata diventando in breve tempo un punto di riferimento per larga parte della delinquenza cosentina. Venne però arrestato perché sospettato di essere coinvolto nell'omicidio di Palermo (molti anni dopo confesserà di essere stato il mandante). Durante la detenzione strinse amicizia con importanti esponenti della 'ndrangheta di Reggio Calabria a partire da Nino Gangemi, il braccio destro di Mommo Piromalli che ne intuì le potenzialità decidendo di farlo entrare nell'organizzazione come "picciotto". Nel giro di pochi mesi arrivò a essere "sgarrista", ovvero il terzo livello della scala gerarchica dell'organizzazione. Gangemi gli presentò anche i rappresentanti dei Bellocco e dei Pesce di Rosarno. Da Umberto Bellocco e Nino Gangemi ebbe poi il quarto grado nel carcere di Cosenza; in quel periodo ebbe di seguito altri due gradi, quelli di "vangelo" e "trequartino".
Dopo la scarcerazione grazie alle sue capacità criminali e al suo comportamento sobrio riuscì a farsi apprezzare in particolare dalle famiglie di Reggio Calabria e intanto a Cosenza riuscì ad aggregare molti fedelissimi, circa 300. Alla fine del luglio del 1982 Pino venne arrestato dai Carabinieri a Cittadella del Capo insieme ad altre quattro persone dopo aver tentato la fuga tra la folla; addosso aveva una 357 Magnum e nell'auto c'erano due parrucche, una calzamaglia, un fucile automatico, due pistole e diverse cartucce. Il 12 ottobre di quell'anno Pino durante una sparatoria nel carcere di Cosenza venne ferito da un affiliato dei Perna insieme ad altri due reclusi mentre si stava recando a un colloquio con gli avvocati.
Una volta tornato in libertà si trovò proiettato al vertice del gruppo con Sena che iniziava a perdere colpi (sarà poi assassinato nel maggio del 2000) e abbandonò le rapine per concentrarsi sul business delle estorsioni e degli appalti/subappalti. Pino raggiunse la tregua con il rivale Franchino Perna, divenne il punto di riferimento cosentino della Nuova camorra organizzata dì Raffaele Cutolo (Pino avrebbe ordinato l’uccisione del penalista cosentino Silvio Sesti nel 1982 servendosi dell’alleanza con i cutoliani) e svolse anche un ruolo di supplenza dello Stato perché a lui si rivolgeva tanta gente per qualsiasi tipo di problema presentandosi al suo negozio di fiori. Nel maggio del 1986 la Procura emise 180 ordini di cattura per omicidio, associazione a delinquere di stampo mafioso, estorsione e rapina; la stragrande maggioranza degli ordini di cattura riguardarono i due gruppi che si contendevano la gestione degli affari illeciti a Cosenza e provincia ovvero Francesco Perna e i fratelli Pranno da un lato, e Antonio Sena con Franco Pino dall'altro.
La latitanza di Pino finì nel marzo del 1993. Ritornato in libertà dopo qualche mese, fu arrestato nuovamente nell'ottobre del 1994 in un appartamento di Fago del Soldato nell'ambito dell'operazione Garden con 118 ordinanze di custodia cautelare; quattro collaboratori di giustizia indicarono killer e mandanti di una trentina di omicidi avvenuti nella guerra esplosa a Cosenza dopo l'uccisione di Luigi Palermo e l'indagine svelò anche i retroscena della guerra tra le cosche Perna-Pranno e Pino-Sena. Demoralizzato dal fatto che Sena voleva dissociarsi e consapevole del fatto di non poter più uscire dal regime di 41bis, Pino si convinse a collaborare con la giustizia: per due mesi nel 1995 in una struttura di Vibo Valentia rispose alle domande del PM Tocci consentendo da subito di recuperare un fornitissimo arsenale e quadri di grande valore. Ai magistrati rivelò che all'indomani delle stragi di Capaci e di via D'Amelio i maggiori esponenti della 'ndrangheta parteciparono a una riunione a Nicotera Marina per discutere di una proposta di Cosa nostra, comunicata da Giovanni Brusca: creare un fronte unico per una strategia della tensione che avrebbe previsto attentati e omicidi in Calabria e in regioni del Nord e "specificatamente si parlava di assaltare caserme nei paesi dove c’erano cinque o sei carabinieri, piccole stazioni. Io non diedi adesione alla richiesta dei siciliani. Se la Calabria 'ndranghetista avesse aderito apertamente ci saremmo dovuti stare anche noi. Se Luigi Mancuso mi avesse detto “Piromalli e Pesce aderiscono”, io avrei aderito anche a malincuore.". Nei mesi seguenti Pino si aggiunse ad altri due pentiti, Francesco Staffa e Michele Ierardo, che accusavano Giacomo Mancini, ex sindaco di Cosenza ed esponente di spicco del Partito Socialista Italiano, di aver avuto rapporti con la 'ndrangheta cosentina; Pino affermò che tra lui e Mancini ci sarebbe stato uno scambio di favori senza però essersi mai incontrati di persona ma tramite amministratori locali che facevano da intermediari.
Sulla base delle sue dichiarazioni, a inizio novembre scattò un'operazione congiunta di Polizia e Carabinieri che portò all'arresto dell'avvocato Antonio Cersosimo e di Antonio Tursi Prato, ex consigliere regionale socialista che avrebbe fatto da intermediario con Mancini per il quale tuttavia il GIP Durante non firmò l'ordine di custodia cautelare; sotto inchiesta finirono anche i parlamentari Vittorio Sgarbi e Tiziana Maiolo di Forza Italia, rispettivamente presidenti della Commissione Cultura e Giustizia di Montecitorio e alle ultime elezioni politiche candidati in Calabria, con l'accusa di associazione mafiosa e voto di scambio poiché, secondo l'accusa, entrambi "avrebbero svolto un'attività di delegittimazione della struttura antimafia sia con interventi pubblici che con prospettiva legislativa tale da rendere meno efficaci le potenzialità dell'Antimafia in campo penale". Pino spiegò anche che lui era in grado di spostare consistenti pacchetti di voti (pagati 20.000 lire ciascuno) nell'arco di appena 24 ore: movimentando le preferenze, quindi, poteva condizionare l'esito del voto; secondo la Procura, Pino raccoglieva voti per Tursi Prato, per Giacomo Mancini e per suo figlio Pietro ricevendo in cambio benefici vari tra cui l'assunzione di propri parenti e amici all'USL e al Comune. Per quanto riguarda i due parlamentari, tramite due avvocati, avrebbero sollecitato consensi ai clan e non solo cosentini offrendo come "compenso" una campagna politica delegittimante di giudici antimafia e pentiti e assicurando inoltre iniziative legislative per rendere meno efficace la lotta alle cosche. Nel luglio del 1996 il sostituto procuratore nazionale antimafia Emilio Ledonne chiese ed ottenne dal GIP la richiesta di archiviazione per i due parlamentari poiché non erano stati trovati riscontri alle accuse; uscì dall'inchiesta anche l'avvocato Enzo Lo Giudice (difensore anche di Bettino Craxi), accusato di essere stato l'intermediario tra gli 'ndranghetisti e Sgarbi e Maiolo chiedendo voti in cambio di iniziative a favore dei detenuti in carcere per mafia.
Nel febbraio del 1997, nel corso del processo Garden, Pino denunciò l'esistenza di un piano finalizzato a delegittimare il PM Tocci, una strategia dietro alla quale ci sarebbe stato un ufficiale dei Carabinieri, avvocati e politici come Giacomo Mancini, nel frattempo condannato a 3 anni e 6 mesi di reclusione per concorso esterno in associazione mafiosa in un altro filone e sospeso da sindaco, il quale rispose subito con una denuncia nei suoi confronti per calunnia. Ad aprile il sostituto procuratore distrettuale di Catanzaro Stefano Tocci chiese l'archiviazione dell'accusa di voto di scambio per i due Mancini e per l'avvocato Cersosimo. Due mesi dopo si chiuse poi il processo Garden con 4 ergastoli, 68 condanne e 50 assoluzioni.
Nel febbraio del 1999 Mancini espresse "profondo turbamento per le accuse di eccezionale gravità pronunciate dal pentito Franco Pino", nell'ambito del processo per l'omicidio Chiappetta. Per segnalare la "gravita" del caso l'ex leader del Psi si rivolse al presidente della Corte d'Assise cosentina preannunciando che si sarebbe rivolto anche al governo, al Csm, alle Procure generali di Catanzaro e all'Antimafia, ai partiti, ai direttori dei giornali e al Consiglio comunale. A novembre Mancini verrà infine assolto dall'accusa di concorso esterno in associazione mafiosa "perché il fatto non sussiste" mentre l'associazione a delinquere semplice cadrà in prescrizione.
Che Pino non dicesse sempre cose esatte ai magistrati lo si capì quando raccontò che Pasquale Scotti, fedelissimo di Raffaele Cutolo, era morto nel 1984 quando in realtà era latitante e verrà arrestato in Brasile nel 2015. Dopo aver creato scompiglio nel mondo politico, anche nel mondo del calcio le sue confessioni crearono scandalo ma non produssero effetti sul piano giudiziario: nel settembre del 1996 al GIP di Catanzaro rivelò che alcune partite del Cosenza, club che militava in Serie B, erano state "truccate". Il pentito sostenne che per indirizzare i risultati furono adoperate minacce e soldi e che in occasione di un Cosenza-Avellino del marzo del 1989 la moglie di un calciatore fu tenuta in ostaggio sugli spalti per evitare che i calciatori irpini si rimangiassero la promessa di perdere la gara e consentire che i cosentini potessero continuare a sperare nella promozione poi mancata per un soffio. Un altro match deciso a tavolino sarebbe stato quello contro il Pescara del giugno del 1994 con gli abruzzesi vinsero 2-0 e restarono in B. Tuttavia delle partite truccate non saltò fuori nemmeno una prova.
Nel maggio e nel novembre del 2000 il parlamentare Amedeo Matacena presentò due interrogazioni parlamentari nelle quali alluse al fatto che per collaborare con la giustizia Pino avesse posto ai magistrati la condizione del recupero di 710 milioni del suo patrimonio miliardario ed un incontro con la sua convivente e che i soldi furono prelevati dal capitano dei Carabinieri Angelo Giurgola presso una filiale del Banco di Napoli come ammesso dallo stesso ufficiale durante la testimonianza resa davanti ai giudici del tribunale di Cosenza nel corso di un processo che lo vedeva imputato di favoreggiamento in usura e omessa denuncia a favore del pentito Garofalo (a dare il via libera all'operazione sarebbe stato, secondo quanto affermato dal capitano Giurgola, l'allora sostituto della Dda di Catanzaro, Stefano Tocci). Secondo Matacena successivamente, essendo la notizia giunta all’orecchio dell’onorevole Giacomo Mancini, che denunciò il fatto alla stampa, si registrò una retromarcia dei magistrati, tant'è che, a seguito delle proteste di Pino che minacciava di non pentirsi più, gli stessi avrebbero deciso di erogare i 710 milioni facendoli passare per una vincita all’Enalotto. 
Matacena rimarcò anche il fatto che il 17 maggio 2000 il tribunale di Cosenza aveva condannato Franco Pino, accusato di diffamazione, a due anni di reclusione; il processo a carico di Pino era nato dalle sue dichiarazioni rilasciate nel corso del dibattimento scaturito dall'inchiesta Garden (dove era indagato per il reato di calunnia) con le quali, parlando di un complotto ordito ai danni del magistrato Stefano Tocci, aveva coinvolto pesantemente anche l'avvocato Franco Sammarco e il sindaco di Cosenza, Giacomo Mancini, processato ed assolto dall'accusa di concorso esterno in associazione mafiosa. Matacena domandò se non si ritenesse opportuno ed urgente avviare ispezioni ministeriali e avviare le procedure per sospendere i benefici del programma di protezione a Pino, quali fossero le somme elargite dallo Stato italiano, rispettivamente, ai pentiti Franco Pino e Franco Garofalo e, infine, se non si ritenesse utile e doveroso segnalare i casi Pino e Garofalo alla Corte dei conti. 
Nel 1995 Pino aveva tirato in ballo proprio Matacena che "era un uomo dei Piromalli e di altri esponenti mafiosi della zona di Reggio Calabria, compreso gente vicina alla buonanima di Paolo De Stefano”; Pino disse inoltre al PM Tocci che il politico avrebbe percepito una tangente relativa alla costruzione di strade in Romania realizzate da Italstrade. Nel 2018 Pino, nel corso del processo "'Ndrangheta stragista", racconterà: "Conobbi sia l’onorevole Matacena che l’avvocato Paolo Romeo. Il primo venne in rappresentanza dei Piromalli, il secondo per questioni politiche e per un appalto all’ospedale di Cosenza".
Nonostante non goda più di alcuna protezione essendo trascorsi più di 25 anni dalla sua scelta di collaborare con la giustizia, Franco Pino continuerà a testimoniare in vari processi in Calabria, Sicilia, Campania e Lombardia per avvenimenti spesso antecedenti al 1995.
Nel 2020 Pino ha raccontato la sua storia al giornalista Pino Nicotri che ne avrebbe poi scritto un libro, Il boss dagli occhi di ghiaccio.
Riguardo alla morte del calciatore Donato Bergamini, Pino ha detto ai magistrati, in sede di indagini preliminari e anche nell'ottobre del 2022 davanti alla Corte di assise di Cosenza, che non si è trattato di un crimine maturato in contesti mafiosi, che nessuno gliene chiese conto e che, da quanto ha saputo per sentito dire, si è trattato di un suicidio.